# Театр имени Мухтара Ауэзова (станция метро)
«Театр имени Мухтара Ауэзова» (каз. Мұхтар Әуезов атындағы театр / Mūhtar Äuezov atyndağy teatr) — станция Алматинского метрополитена. Расположена на 1-й линии, между станциями «Байконур» и «Алатау».
Станция расположена под проспектом Абая на пересечении с улицей Жандосова.

## История и происхождение названия
Открытие станции произошло 1 декабря 2011 года в составе первого пускового участка Алматинского метрополитена «Райымбек батыра» — «Алатау».
Название станция получила от расположенного рядом Казахского драматического театра имени Мухтара Ауэзова. В проекте имела название «Тулпар».

## Вестибюли и пересадки
Входы-выходы в подземный вестибюль расположены на северной и южной сторонах проспекта Абая в районе улицы Джандосова в Алмалинском и Бостандыкском районах города. К вестибюлю подходит пешеходный переход, расположенный поперек проспекта Абая.

## Техническая характеристика
Колонная трехсводчатая станция глубокого заложения (глубина 30 м) с междупутьем 18,1 м. Состоит из трех залов — центрального и двух боковых, которые образуют общую островную платформу шириной 15,2 м и длиной 104 м. Спуск-подъём на станцию по эскалаторам (4 ленты) высотой подъёма 27,0 м, длиной 54,0 м.

## Архитектура и оформление
Интерьер станции выполнен из отделанных стен и колонн плитками травертина со вставленными объемными медальонами, выполненными из гиперпласта и украшенными национальным орнаментом и сценами из быта кочевников (16 сцен — по 8 с каждой стороны зала). Стены также украшены карнизным профилем из искусственного камня. Полы гранитные с простым, крупным рисунком. В торце платформы располагается живописное мозаичное панно с изображением сцены из спектакля.

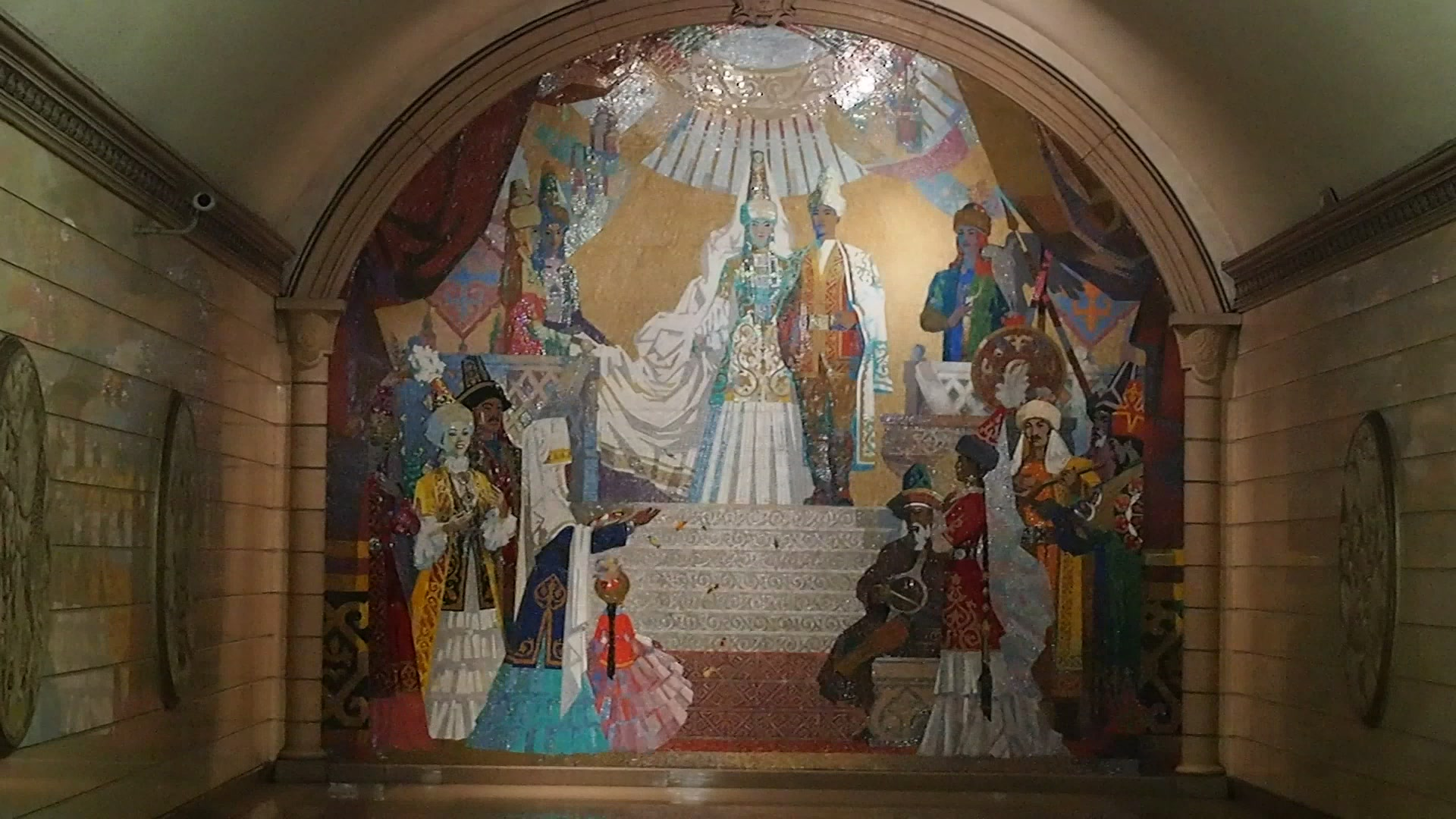
Панно в торце станции
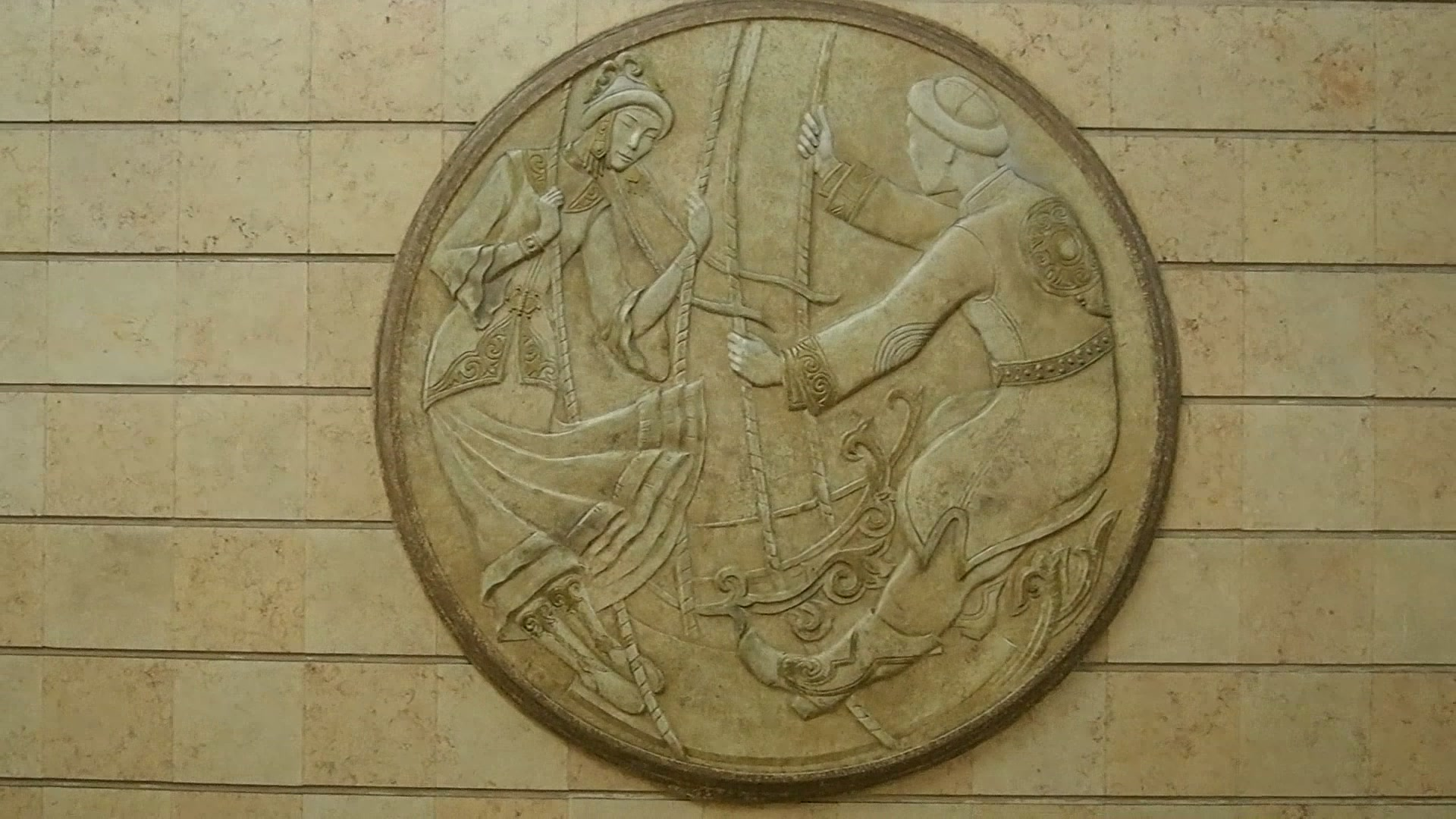
Медальон на станции
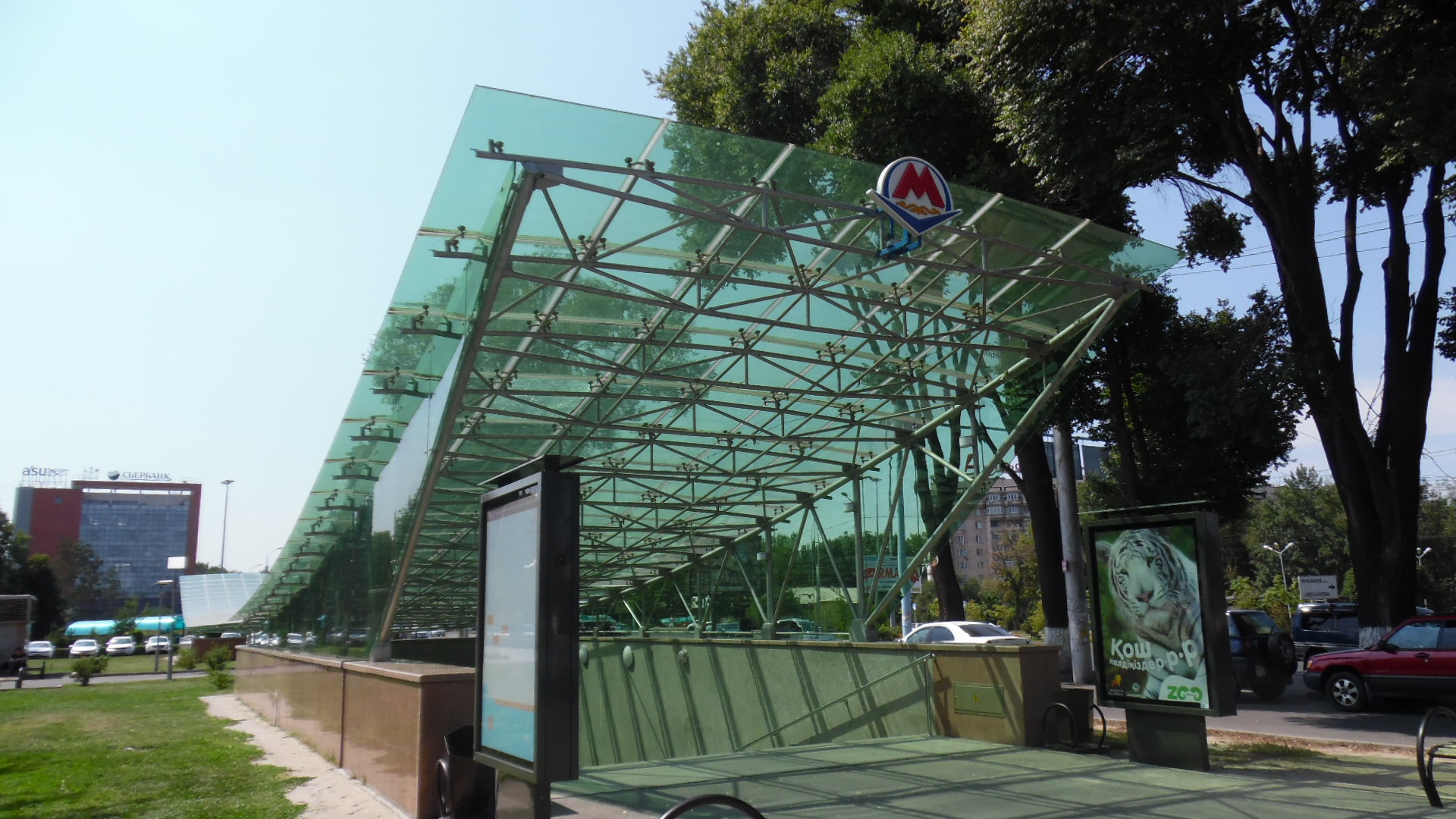
Один из входов
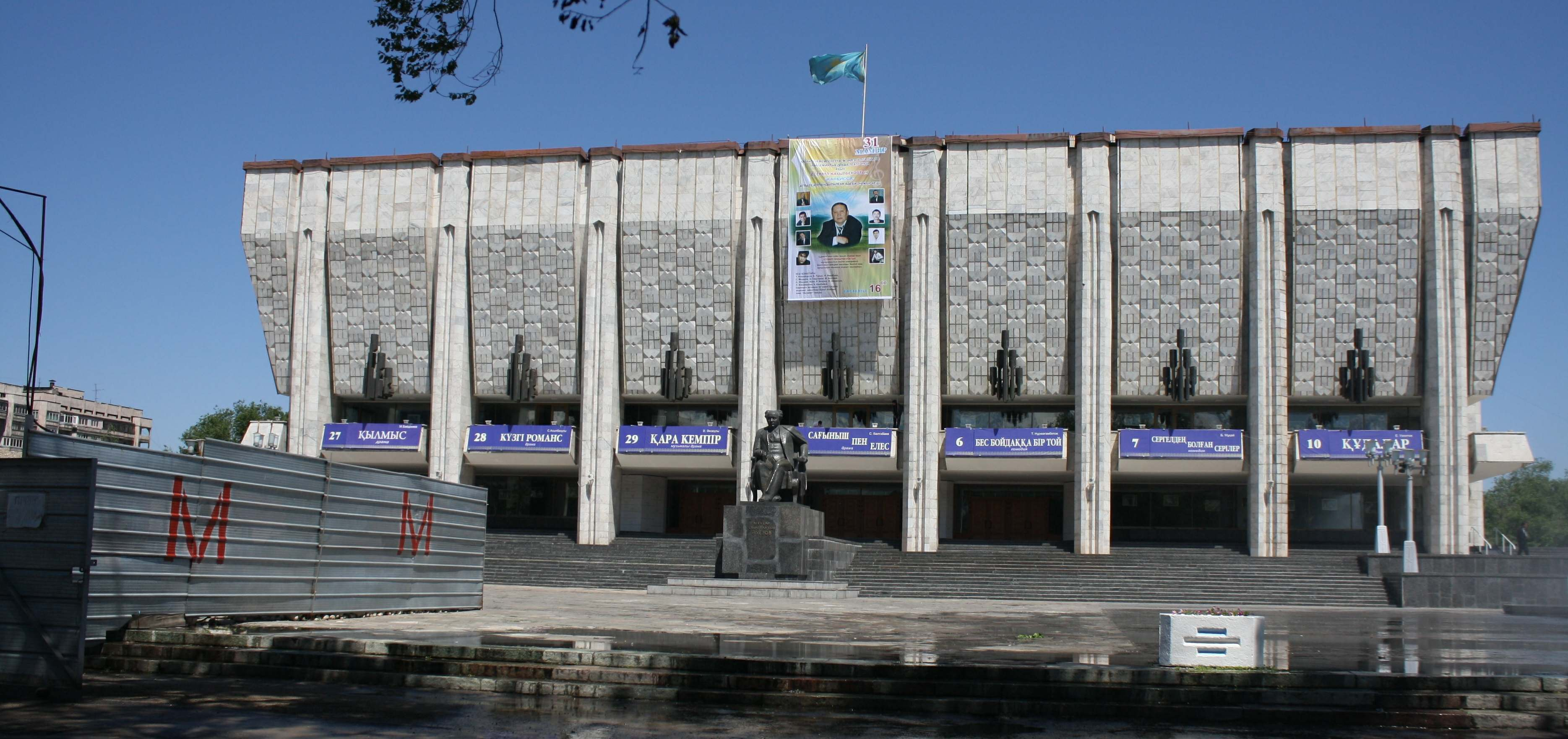
Строительство станции

## Ближайшие объекты
- Казахский драмтеатр им. Ауэзова
- Алматинский цирк
- Дворец бракосочетания
- Международный университет информационных технологий
- Центральный стадион города Алматы

## Строительство станции
Ниже представлены наиболее значимые события:
- 1992 год — начало строительства подходной камеры.
- Ноябрь 2001 года — сбойка левого перегонного тоннеля со стороны станции «Алатау».
- Декабрь 2004 года — сбойка правого перегонного тоннеля со стороны станции «Алатау».
- Январь 2006 года — сбойка левого перегонного тоннеля со стороны станции «Байконур».
- Июнь 2006 года — сбойка правого перегонного тоннеля со стороны станции «Байконур».
- Август 2006 года — начало строительства наклонного хода.
- 2007 год — начало сооружения левого станционного тоннеля.
- Январь 2008 года — по наклонному тоннелю прошли 37 тюбингов из 54. Демонтирована надстройка над стволом на пересечении проспекта Абая и реки Весновка.
- Май 2008 года — началось строительство венткиосков.
- 28 сентября 2009 года — на строящейся станции произошёл обвал. Есть пострадавшие[2].